# Rick Wakeman
Richard "Rick" Christopher Wakeman (ur. 18 maja 1949 w Perivale, Middlesex, Wielka Brytania) – brytyjski muzyk i kompozytor, znany z występów z progresywnymi grupami The Strawbs i Yes oraz wieloletniej kariery solowej. Rick Wakeman gra na całej gamie instrumentów klawiszowych – od akustycznych (fortepian, klawesyn i klawikord), przez instrumenty elektromechaniczne, do elektronicznych. Długa kariera Ricka Wakemana obejmuje m.in. takie style i gatunki jak rock progresywny, muzyka filmowa i art rock.
Wakeman ma sześcioro dzieci w tym dwóch synów: Adama i Olivera, którzy również są muzykami.
Wolnomularz, członek londyńskiej Chelsea Lodge 3098 od 2008 roku.

## Publikacje
- Say Yes, 1995, Hodder & Stoughton, ISBN 978-0-340-62151-6
- Grumpy Old Rockstar and Other Wonderous Stories, 2008, Preface Publishing, ISBN 978-1-84809-004-0
- Further Adventures of a Grumpy Old Rock Star, 2010, Random House, ISBN 978-1-84809-175-7

## Dyskografia
| - 1971 Piano Vibrations - 1973 The Six Wives of Henry VIII - 1974 Journey to the Centre of the Earth - 1974 The Myths & Legends of King Arthur - 1975 Lisztomania - 1976 No Earthly Connection - 1977 Rick Wakeman's Criminal Record - 1977 White Rock - 1979 Animal Showdown - 1979 Rhapsodies - 1980 I'm so Strait I'm Weirdo - 1981 The Burning - 1981 1984 - 1982 Rock n Roll Prophet - 1983 Cost of Living - 1983 G'ole - 1984 Crimes of Passion - 1985 Live at Hammersmith - 1985 Lytton's Diary - 1985 Silent Nights - 1986 Country Airs - 1987 The Family Album - 1985 The Gospels - 1988 Time Machine - 1988 A Suite of Gods - 1988 Zodiaque - 1989 Black Knigts at the Court of Ferdinant IV - 1989 Sea Airs - 1990 In the Beginning - 1990 Night Airs - 1990 Phantom Power |  | - 1991 2000 AD Into the Future - 1991 Affrican Beach - 1991 Softsword - 1991 The Classical Connection - 1991 Aspirant Sunrise - 1991 Aspirant Sunshadows - 1991 Aspirant Sunset - 1991 Rock n Roll Prophet Plus - 1991 Country Airs - 1993 No Expense Spared - 1993 The Classical Connection 2 - 1993 Wakeman with Wakeman - 1993 The Heritage Suite - 1993 Prayers - 1993 Unleashing The Tethred One - 1994 Lure of the Wild - 1994 Live on the Test - 1995 Cirque Surreal - 1995 Rick Wakeman i Concert - 1995 The Private Collection - 1995 The Piano Album - 1995 Romance of Victorian Age - 1995 The Seven Wonders of the World - 1995 Visions - 1996 Orisons - 1996 Vignettes - 1996 The Word and Music - 1996 Can You Hear Me? - 1996 Tapestries - 1996 The New Gospels - 1996 Fields of Green |  | - 1996 Voyage - 1996 Welcome a Star - 1996 Tribute - 1997 Simply Acoustic – The Music - 1997 The Piano Tour Live - 1998 Themes - 1999 Official Live Bootleg - 1999 Stella Bianca all corte de re Ferdinando - 1999 Return To The Centre Of The Earth - 1999 The Natural World Trilogy - 1999 White Rock II - 1999 The Art in Music Trilogy - 2000 Preludes to a Century - 2000 Chronicles of Man - 2000 Christmas Variations - 2000 Rick Wakeman Live in Concert 2000 - 2000 Morning Has Broken' - 2001 Classical Variation - 2001 Out of Blue - 2001 Two Sides of Yes - 2002 The Wizard and the Forest of All Dreams - 2001 The Yes Piano Variations - 2002 Treasure Chest (8 CD) - 2002 Wakeman & Cousins – Hummingbird - 2003 Out There - 2006 Retro - 2007 Retro 2 - 2007 Live at the BBC - 2009 The Six Wives of Henry VIII: Live at Hampton Court Palace |

## Filmografia
- "Lisztomania" (jako Thor, 1975, film fabularny, reżyseria: Ken Russell)[4]
- "Moog" (2004, film dokumentalny, reżyseria: Hans Fjellestad)[5]
- "Blood on the Turntable" (2004, film dokumentalny, reżyseria: Steve Crabtree)[6]
- "Shameful Secrets of the 70s" (2005, film dokumentalny, reżyseria: Mike Griffiths)[7]
- "The Wonderful World of Whiteley" (2005, film dokumentalny, reżyseria: John Piper)[8]
- "Grumpy Old New Year" (2006, film dokumentalny, reżyseria: Judith Holder)[9]
- "Amazing Journey: The Story of The Who" (2007, film dokumentalny, reżyseria: Paul Crowder, Murray Lerner, Parris Patton)[10]
- "Countdown: One Last Consonant Please, Carol" (2008, film dokumentalny, reżyseria: Derek Hallworth)[11]
- "Prog Rock Britannia" (2009, film dokumentalny, reżyseria: Chris Rodley)[12]
- "Forever Young: How Rock 'n' Roll Grew Up" (2010, film dokumentalny, reżyseria: Chris Rodley)[13]
- "David Bowie: Five Years" (2013, film dokumentalny, reżyseria: Francis Whately)[14]